# ミッシー・エリオット
メリッサ・アーネット・エリオット（Melissa Arnette Elliott、1971年7月1日 - ）は、ミッシー･エリオット（Missy "Misdemeanor" Elliott）の芸名で知られ、グラミー賞を5度受賞するなど、音楽活動で数々の受賞歴をもつアメリカ合衆国のラッパー、歌手、音楽プロデューサー、女優である。R&B歌手グループ「シスタ」の元メンバーである。アメリカで700万枚以上の売上記録で、RIAAによる6つのプラチナ認定を持つ唯一の女性ラッパーである。

## 略歴
『レイン』『ホット・ボーイズ』『ワン・ミニット・マン』『ワーク・イット』『パス・ザット・ダッチ』『ルーズ・コントロール』などの一連のヒットと多様なミュージック・ビデオで知られる。様々なアーティストのプロデュースを手がけ、アリーヤの1996年のアルバム『ワン・イン・ア・ミリオン』の成功の後、ジャネット・ジャクソン、メアリー・J. ブライジ、ビヨンセ、リル・キム、マライア・キャリーといった多くのアーティストに楽曲を提供している 。
2005年にはアディダスとのコラボレーションファッションブランド「Respect M.E.」を立ち上げる。

## 来歴

### 幼少時代
1971年7月1日、ミッシー･エリオットは父親ロニーと母親パトリシアとの間にメリッサ･アーネット･エリオットという名前で生を受ける。決して裕福でない家庭で、父親が母親に対し暴力を振るっていたのを見て育った。1987年、彼女が16歳の時ようやく両親は離婚したが、学生の彼女と無職の母親の2人だったため、生活はさらに苦しくなる。そんな幼少時代に彼女はランチ代を節約し、母親にプレゼントなどをして喜ばせていた。学校では性格も明るく、ホウキをマイクにしパフォーマンスを見せたりする人気者であった。成績もかなり上位だったらしい。この頃から苦しい生活から抜け出す為に当時から尊敬していたマイケル・ジャクソンのようなスターになることを目指し、歌や作詞作曲をし始める。

### シスタ時代
1989年、ミッシーは4人組女性グループ「シスタ（Sista）」を結成する。経緯は不明だが、ジョデシィのバックステージに潜り込み、パフォーマンスを披露することができた。それを見て気に入ったディヴァンテ・スウィングが彼女達をエレクトラに紹介し、シスタとしてのデビューとアルバム5枚制作できる契約が決定する。シングル「Brand New」がリリースされ、アルバム制作が順調に進んでいた。しかし、ディヴァンテとレーベル側にトラブルが生じ、アルバムはお蔵入りになる。結局、シスタまでも活動を終了してしまい、一気に振り出しへと戻される。ちなみにシスタとして世に出た作品は「Brand New」「It's Alright」のみ。しかし、ミッシーの楽曲を聴いたフェイス・エヴァンスが彼女の才能を見込んで、彼女をソングライターとして起用するよう働きかけ、702の「Steelo」を作詞する。その後、SWV、アディーナ・ハワード、トータル、ジェニュワイン、アリーヤなどに楽曲を提供していくようになる。そして、現在の相棒ともいえるティンバランドと出会う。彼とはディバンテの弟子だった頃に知り合い、1996年にアリーヤのセカンドアルバム『ワン・イン・ナ・ミリオン（One In A Million）』をティンバランドとミッシーが共に手掛ける。その革命的なサウンドは結果的に2人を大ブレイクさせる。ミッシーはラッパーとして、ティンバランドはプロデューサーとしてそれぞれのスターの道を歩み始める。

### デビュー後
1997年遂にシングル「The Rain（Supa Dupa Fly）」でデビューを果たす。アン・ピーブルズの「I Can Stand The Rain」をフックに引用したこの曲はデビューシングルにして大ヒットを記録し、一気にミッシー･エリオットという名が知られることになる。また、ヒットシングル「Beep Me 911」、「Hit Em Wit Da Hee」、「Sock It To Me」とこの曲「The Rain（Supa Duva Fly）」が収録されたデビューアルバム『Supa Dupa Fly』は全米アルバムチャートで3位、R&Bアルバムチャートでは見事1位を記録する。
1999年、シングル「She's A Bitch」、「All N My Grill」、「Hot Boyz」が収録された2ndアルバム『Da Real World』がリリースされる。このアルバムは3000年の音をテーマに作られている。中でも「Hot Boyz」は全米シングルチャートで5位、R&Bシングルチャートで1位を記録し、この年のクラブヒットチューンとなる。同様に2ndアルバムも全米チャート10位、R&Bアルバムチャートで1位を記録し、大ヒットさせる。
2001年、シングル「Get Ur Freak On」、「One Minute Man」、「Take Away」、「4 My People」が収録された3rdアルバム『Miss E...So Addictive』がリリースされる。このアルバムの代表曲「Get Ur Freak On」は日本人男性が「これからみんなでメチャクチャ踊って騒ごう騒ごう」と日本語で語るイントロから始まり、日本でも話題をさらった。3rdアルバムは全米アルバムチャート2位、R&Bアルバムチャートで1位を記録する。
2002年、シングル「Work It」、「Gossip Folks」が収録された4thアルバム『Under Construction』がリリースされる。これまでの未来的で革新的であったミッシーの作品とは違い、オールドスクール・ヒップホップに原点回帰がテーマとなった本作は彼女至上最大のヒットを飛ばす。「Work It」は全米シングルチャートで10週連続2位という大ヒットを記録し、R&Bシングルチャートでは1位を記録する。「Gossip Folks」も全米シングルチャート8位を記録。アルバムは全米アルバムチャート3位、R&Bアルバムチャート2位を記録。全米で170万枚、日本でも10万枚の売上げを伸ばす。
2003年、シングル「Pass That Dutch」、「I'm Really Hot」が収録された5thアルバム『This Is Not A Test』がリリースされる。レゲエやダンスホールなどのジャンルを上手くヒップホップとR&Bにミックスさせた本作は全米アルバムチャートで13位、R&Bアルバムチャートで3位を記録する。同年にはマドンナとGAPのCMで共演。

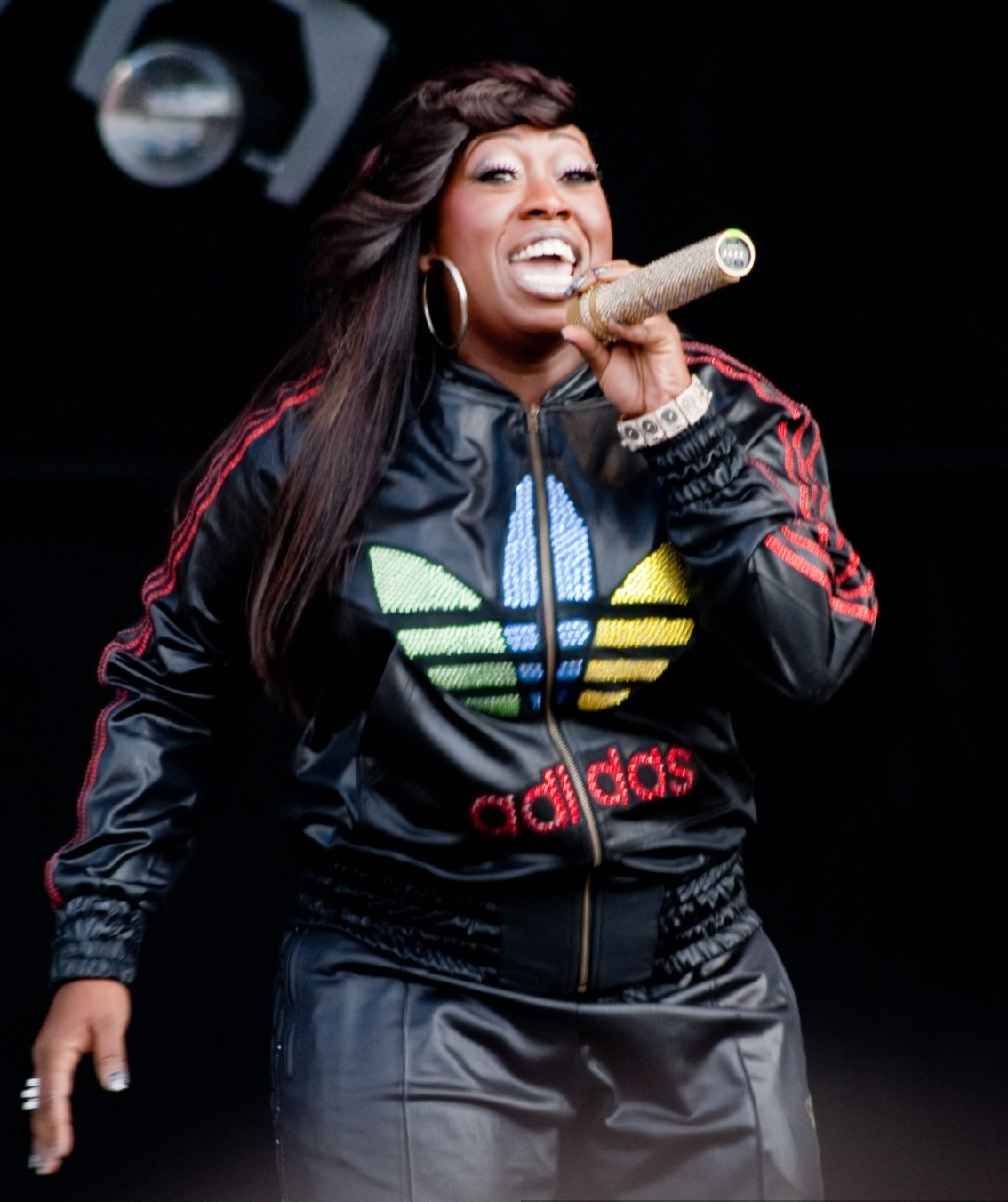
2005年

2005年、シングル「Lose Control」、「Teary Eyed」、「We Run This」が収録された6thアルバム『The Cookbook』がリリースされ、全米アルバムチャートで2位、R&Bアルバムチャートで2位をまたもや大ヒットを記録する。
2006年、初のベストアルバム『Respect M.E.』がリリースされる。
2007年のVH1で放送されるヒップホップの功労賞である「Hip Hop Honors」にて6人の受賞者の一人に選ばれた。
2008年、『Step Up 2: The Streets』のサウンドトラックの制作に参加。7枚目のスタジオアルバムの制作について、いくつかの理由により大幅な遅れが生じていると報道される中、Yahooのインタビューにて「休息する時間が必要」と答えた。
2008年以降は、表舞台から遠ざかるも舞台裏で成功を収める。キーシャ・コール、ジャズミン・サリヴァン、モニカ、ファンタジア、ジェニファーハドソンに提供した楽曲がグラミー賞にノミネートされた。

### 2010年代
2011年6月、3年前からバセドウ病を患っていたことをピープル誌に明かした。
2011年、デミ・ロヴァートの楽曲への参加、J・コール、バスタ・ライムス、ケイティ・ペリー等の作品のリミックスプロデュースを手がけた。
2013年、イブ、リトル・ミックス、G-DRAGON、シャラヤ・J、フェイス・エヴァンスのプロデュースを手掛けた。ティンバランドとは、カット・ダリアのプロデュースを共同した。2013年12月、ファンタジアとケリー・ローランドの楽曲「Without Me」がグラミー賞にノミネートされた。
2015年、第49回スーパーボウルのハーフタイムショーにケイティ・ペリーと出演、「Get Ur Freak On」、「Work It」、「Lose Control」のメドレーを演奏、好評を博し、演奏した楽曲の販売数が10倍に増加した。NFLの歴史の中で最も視聴されたスーパーボウルのハーフタイムショーとなり、米国で1億1850万人の視聴者を獲得した。
2015年、当初は2010年に発売予定だった7枚目のアルバムである『Block Party』をまだ制作中であると発表。 11月にはシングル「WTF（Where they From）」とそのミュージックビデオが発表されるも、アルバムは発売されなかった。 
2016年2月7日、第50回スーパーボウルの日にプロモーションシングル「Pep Rally」をリリース。
2016年3月15日、オバマ元大統領夫人のミシェル・オバマによるプロジェクト「This Is for My Girls」に参加。
2019年、女性ラッパーとして初となるソングライターの殿堂入りを果たした。
2019年8月23日、初となるEP『Iconology』をリリース、アルバム形式のCDの発売は14年ぶりとなった。 

### 2020年代
2020年は、トニ・ブラクストンの共同プロデュースや、デュア・リパのリミックスシングル「Levitation」にマドンナと共に参加した、ボーカル参加のみのマドンナと異なりMVにも出演した。
2021年、Bree Runwayのシングル「ATM」への参加、City Girlsの 「Twerkulator」のMVの監督を行った。

## ディスコグラフィ

### アルバム
- スゥパ・ドゥパ・フライ - Supa Dupa Fly （1997年）
- ダ・リアル・ワールド - Da Real World （1999年）
- ミスE…ソー・アディクティヴ - Miss E...So Addictive （2001年）
- アンダー・コンストラクション - Under Construction （2002年）
- ディス・イズ・ノット・ア・テスト! - This Is Not A Test （2003年）
- ザ・クックブック - The Cookbook （2005年）

### ベストアルバム
- リスペクト・エム・イー - Respect M.E. （2006年）

### シングル
- ザ・レイン（スゥパ・ドゥパ・フライ ） - The Rain(Supa Dupa Fly) （1997年）
- ソック・イット・ツー・ミー - Sock It To Me （1997年）
- ビープ・ミー・911 - Beep Me 911 （1998年）
- ヒット・エム・ウィト・ダ・ヒー - Hit Em Wit Da Hee feat.Lil Kim, Timbaland & Mocha （1999年）
- シーズ・ア・ビッチ - She's A Bitch （1999年）
- オール・ン・マイ・グリル - All N My Grill feat.Big Boi & Nicole Wray （1999年）
- ホット・ボーイズ - Hot Boyz （2000年）
- ゲッチュア・フリーク・オン - Get Ur Freak On （2001年）
- ワン・ミニット・マン - One Minute Man feat.Ludacris （2001年）
- テイク・アウェイ - Take Away （2001年）
- 4・マイ・ピープル - 4 My People feat.Eve （2001年）
- ワーク・イット - Work It （2003年）
- ゴシップ・フォークス - Gossip Folks （2003年）
- パス・ザット・ダッチ - Pass That Dutch （2004年）
- アイム・リアリー・ホット - I'm Really Hot （2005年）
- ルーズ・コントロール - Lose Control （2005年）
- ティアリー・アイド - Teary Eyed （2005年）
- ウィ・ラン・ディス - We Run This （2006年）

## フィルモグラフィ

### 映画
- ダンス・レボリューション - Honey （2003年）
- ジェイ・Z/フェイド・トゥ・ブラック - Fade To Black （2004年）

### CM
- Sprite
- GAP
- PEPSI
- Virgin mobile
- DORITOS